# Elektrotechniker (Modullehrberuf)
Der Elektrotechniker ist seit 1. Juli 2010 in Österreich ein Ausbildungsberuf. Die Lehrzeit beträgt 3½ bzw. 4 Jahre.

## Aufteilung
Die Ausbildung gliedert sich in drei Module:
- Grundmodul (2 Jahre)
  - Elektrotechnik
- Hauptmodul (1,5 Jahre)
  - Elektro- und Gebäudetechnik
  - Energietechnik
  - Anlagen- und Betriebstechnik
  - Automatisierungs- und Prozessleittechnik
- Spezialmodul (0,5 Jahre)
  - Gebäudeleittechnik
  - Gebäudetechnik-Service
  - Sicherheitsanlagentechnik
  - Erneuerbare Energien
  - Netzwerk- und Kommunikationstechnik
  - Eisenbahnelektronik
  - Eisenbahnsicherungstechnik
  - Eisenbahnfahrzeugtechnik
  - Eisenbahntransporttechnik
  - Eisenbahnfahrzeuginstandhaltungstechnik
  - Eisenbahnbetriebstechnik

Die Module sind nicht beliebig kombinierbar.

## Geschichte
Vorgängerberufe waren der Anlagenelektriker, der Elektroanlagentechniker sowie der Elektroanlagenmonteur.

## Verwandte Berufe
- Elektroniker (Deutschland, Schweiz, Österreich)
- Elektroanlagenmonteur (Deutschland)
- Elektroinstallateur (Schweiz)
- Automatiker (Schweiz)